# Traslado de Cristo (Rafael)
Traslado de Cristo, también conocida como Deposición Borghese, es la tabla central del retablo Baglioni de Rafael Sanzio concluido en 1507. Se trata de una de las pinturas más ambiciosas del periodo florentino de Rafael, puesto que en ella tuvo que armonizar una composición de muchas figuras en actitudes contrapuestas. La reflexión que le exigió esta obra se comprueba en la cantidad de estudios preparatorios que se conservan desde 1505.

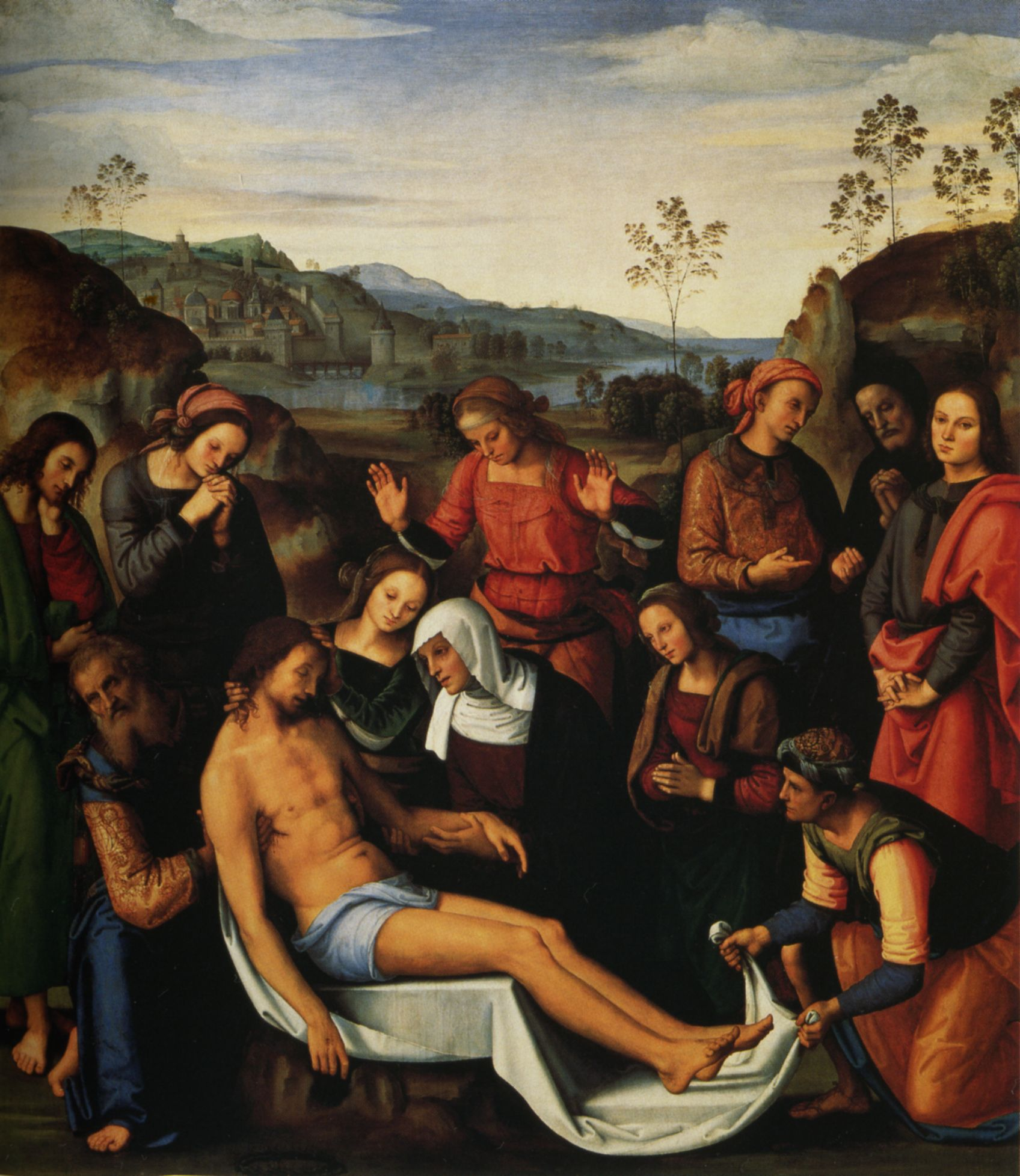
Lamentación sobre Cristo muerto (1495) de Pietro Perugino. Esta obra influyó en el primer diseño para la tabla central del retablo encargado a Rafael por Atalanta Baglioni.

La tabla conforma el centro del retablo (en italiano pala) Baglioni, que se completaba con un Dios padre bendiciente en el coronamiento y con unas personificaciones de las virtudes teologales en la predela, además de otros elementos decorativos de transición. Del retablo original se han desgajado las obras, ya que la imagen del Padre Eterno bendiciente se conserva en la Galería Nacional de Umbría, mientras que las Virtudes teologales y angelitos, en la pinacoteca Vaticana. Recibe el nombre de retablo Baglioni porque fue encargado por Atalanta Baglioni, miembro de una de las familias más importantes de Perugia, ciudad donde Rafael seguía estando activo.

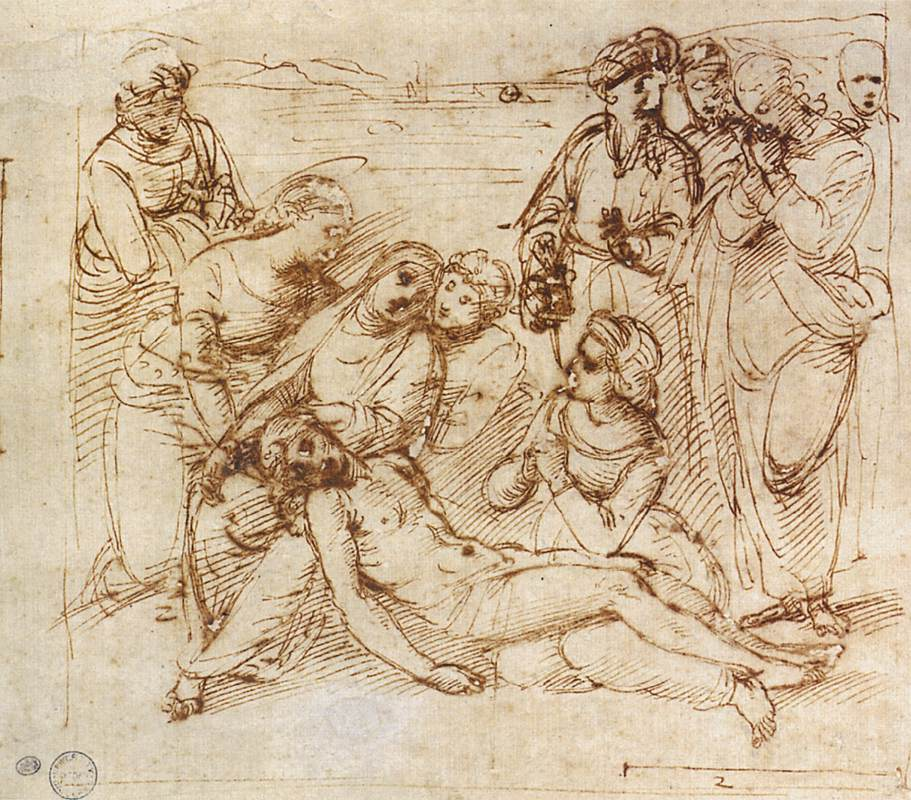
Dibujo preparatorio del Traslado de Cristo (c. 1505) conservado en Oxford.

El Traslado de Cristo experimentó grandes cambios desde su proyecto inicial. Un dibujo preparatorio que se encuentra en Oxford y data de hacia 1505 muestra que su primera idea era una Lamentación sobre Cristo muerto similar a la realizada por Il Perugino en 1495 para el templo de Santa Clara de Florencia, en la que la composición estaba exenta de dramatismo y resultaba bastante convencional, quizá por responder a las ideas compositivas pedidas por Atalanta.
Sin embargo en el cuadro final lo que se representa es el traslado del cadáver de Cristo sostenido por dos hombres que sujetan una sábana con fuerza donde reposa el peso de Jesús. Esta escena se sitúa en el primer término de la composición y a la derecha, y en segundo plano, se produce la lamentación de la Virgen, que se ha convertido en un espasmo o desmayo. El dinamismo de la escena se refuerza gracias a la tremolina en los cabellos de María Magdalena, que sostiene la mano izquierda inerte de Cristo y en el faldón del joven que de espaldas y en posición de tres cuartos carga el peso de sus piernas. El grupo de la Virgen atendida por varias mujeres se ha desplazado a un plano secundario, variando así lo previsto en la primera composición, pero se ha acentuado su desgarro mediante la presentación de su desvanecimiento. Se crea de este modo un paralelismo entre Cristo y su madre, pues ambos tienen que ser sostenidos por otras figuras.

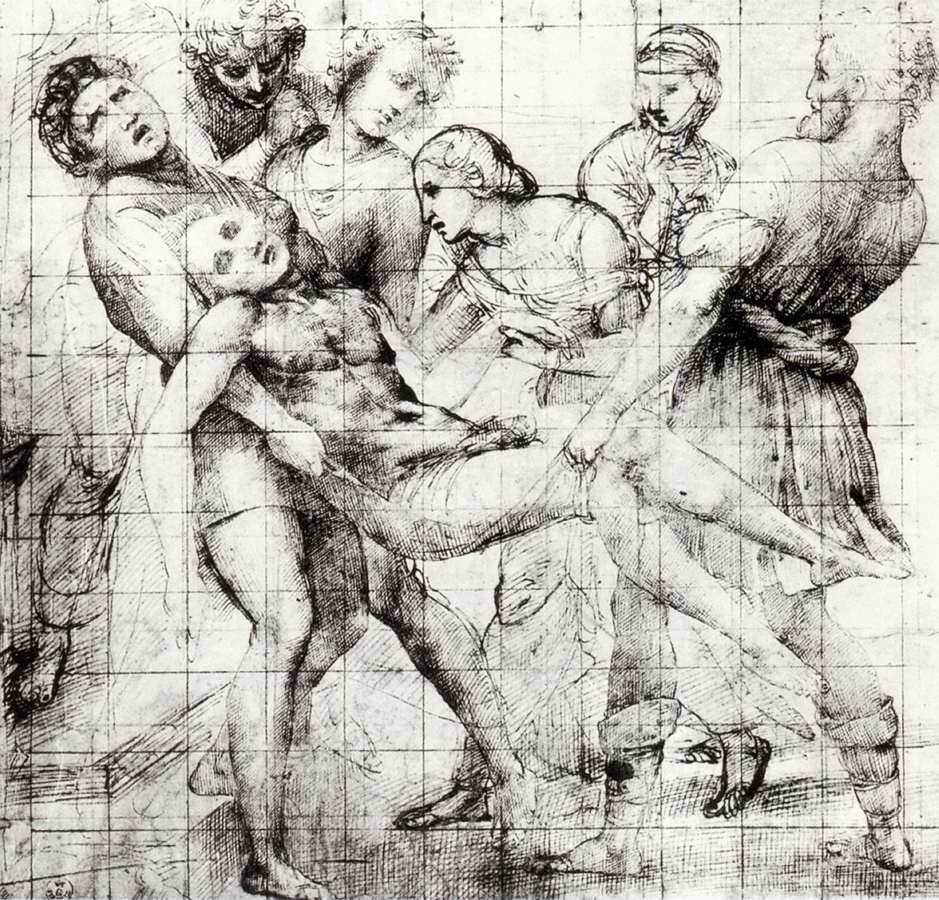
Estudio cuadriculado para el Traslado de Cristo (1507). Galería Uffizi, Florencia.

El estudio cuadriculado que se custodia en la Galería Uffizi de Florencia muestra un estadio muy cercano al del cuadro final, aunque aún aparece una figura femenina entre el portador del cuerpo de Cristo que ocupa el centro del Cuadro y María Magdalena, que en la versión definitiva sería suprimida y trasladada al grupo de mujeres que ayudan a la Virgen.
Los personajes presentan distintas actitudes y se relacionan entre ellos con naturalidad, de modo que se presenta un notable dinamismo en los movimientos y en los gestos de todos los personajes. Asimismo, el cromatismo es brillante y variado.
Toda la serie de cambios en la composición en los dos años en los que Rafael estuvo perfilando esta obra muestra cómo se trató de una de las obras más importantes para el genio de Urbino de su periodo florentino. En ella se da una creación que integra varios personajes en un cuadro de gran formato, algo que no era habitual en la producción de Rafael hasta el momento, pues sobre todo recibía encargos de vírgenes y retratos de menor complejidad compositiva. El Traslado de Cristo ejemplifica los logros rafaelescos en un gran cuadro del género de historia, que serán culminados en la realización de sus Estancias Vaticanas.
Vasari dedicó grandes elogios a esta obra, calificándola de «divinísima pintura» y señalando que fue hecha con «tanta frescura y tanto amor, que se diría que la acaban de pintar». Destaca la intensidad del dolor que reflejan los personajes, especialmente San Juan Bautista, y la considera obra asombrosa por el esfuerzo, el amor y la gracia que contiene y por la belleza de figuras, vestidos y detalles.